# 新格蘭飯店

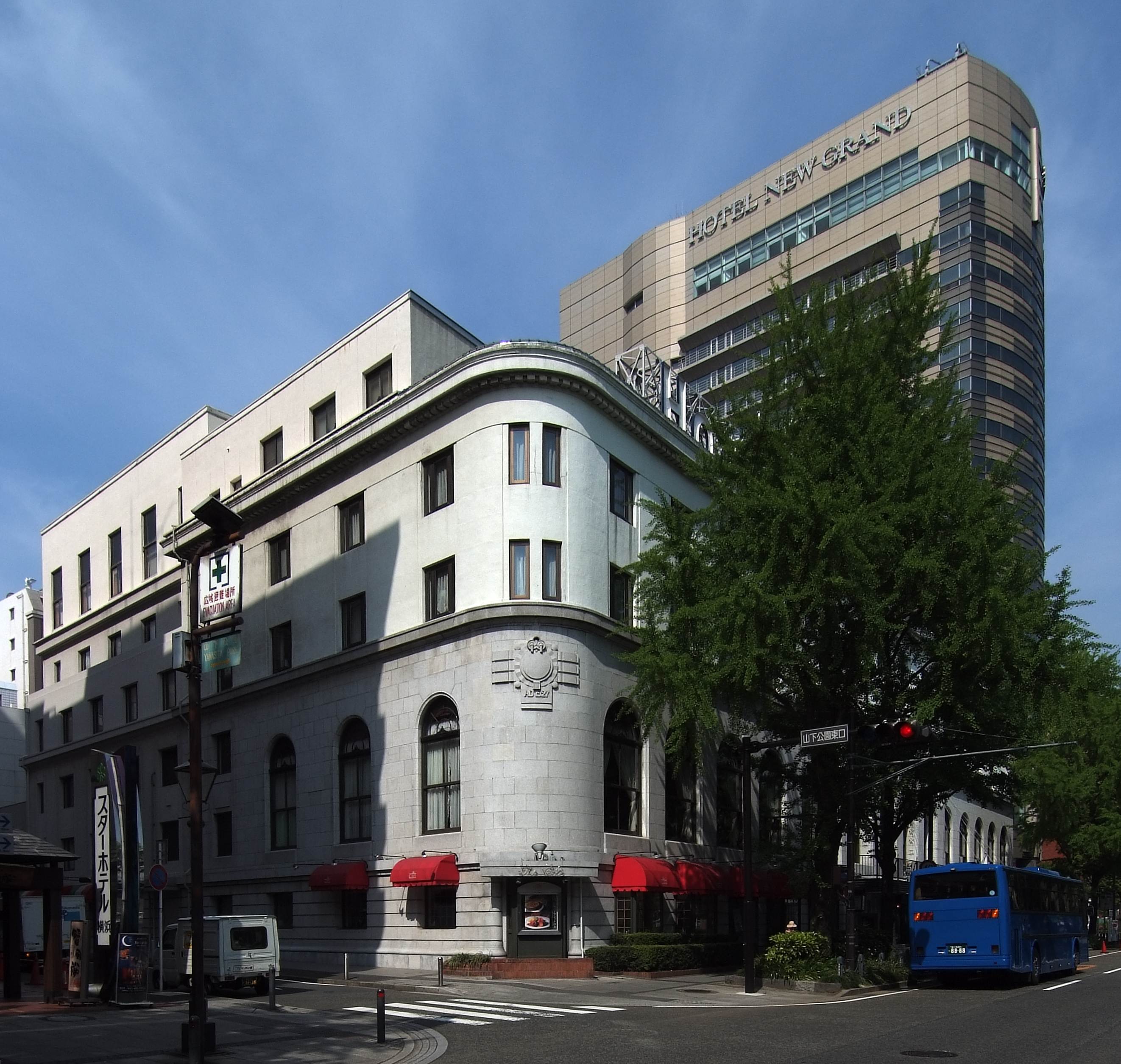

新格蘭飯店（日语：ホテル ニューグランド）是位於日本神奈川縣橫濱市中區山下町的一酒店。這座酒店是Preferred Hotel Group的成員之一，也是JR東日本酒店的準會員。這座飯店亦曾是多部電影的拍攝場地。

## 外部連結
- 官方网站